# Sphenomorphus microtympanus
Sphenomorphus microtympanus là một loài thằn lằn trong họ Scincidae. Loài này được Greer mô tả khoa học lần đầu tiên vào năm 1973.